# VKT-линия
VKT-линия (фин. VKT-linja, швед. VKT-linjen) — комплекс финских оборонительных сооружений на Карельском перешейке.
Аббревиатура ВКТ означает Выборг-Купарсаари-Тайпале. Линия должна была проходить от Выборга через Тали (ныне — Пальцево) и Купарсаари (остров Ждановский) по северному берегу Вуоксы, Суходольского озера и реки Бурной до Тайпале (ныне — Соловьёво). Строительство долговременных укреплений началось весной 1944 года. К 1 мая 1944 г. на линии ВКТ находилось 63 сооружения (главным образом убежища) в начальной и незавершенной стадиях строительства. Сохранились финские карты с запланированной системой укреплений. В реальности планы были реализованы далеко не полностью. Так, на восточном участке линии ВКТ не было построено ни одного сооружения долговременного типа. Орудийные капониры постройки 1938-1939 года, расположенные по северному берегу озера Сувантоярви (ныне оз. Суходольское), были уничтожены советскими саперами ещё летом 1940 года. Обломки одного из них представлены на фотографиях.

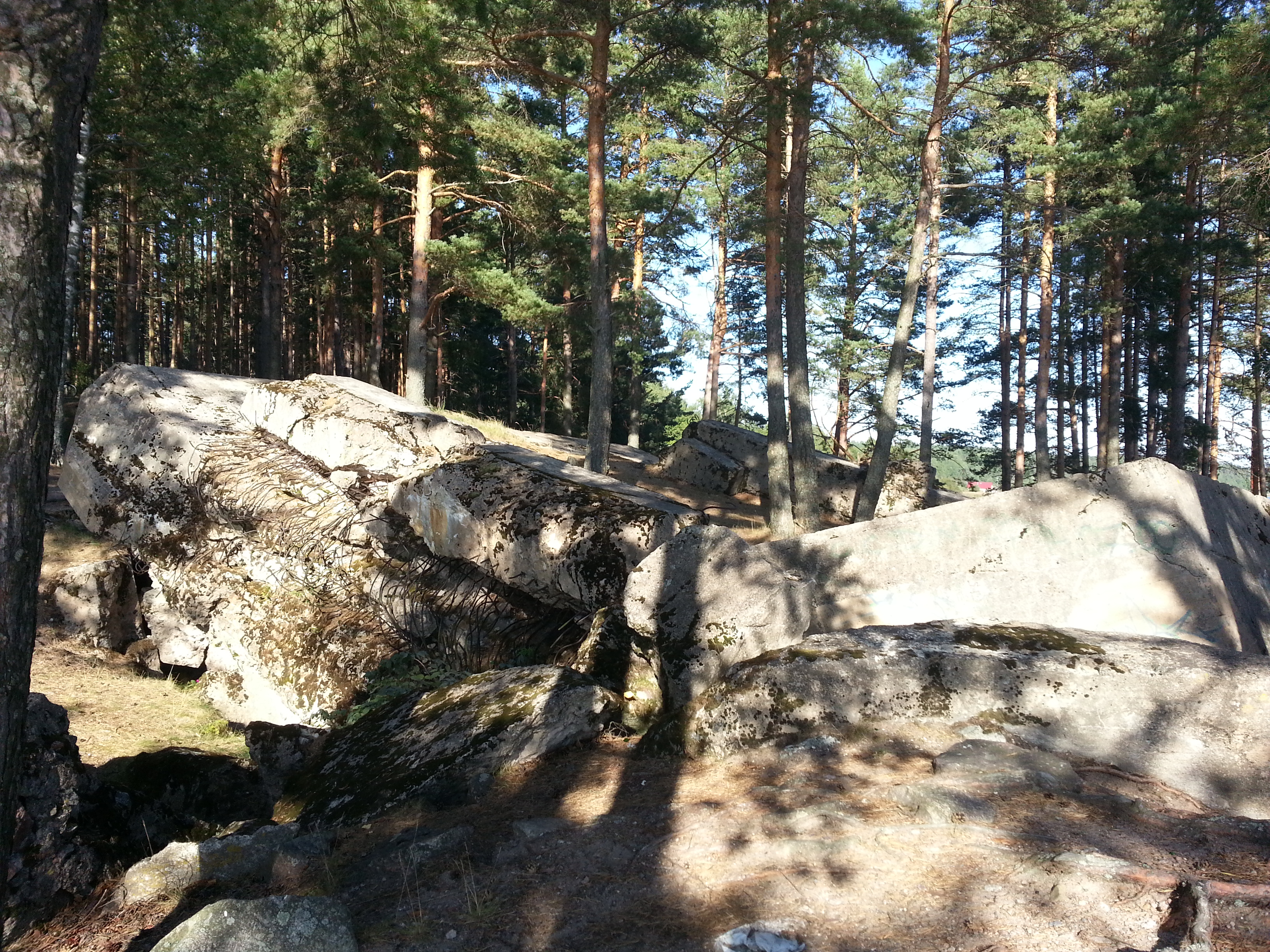
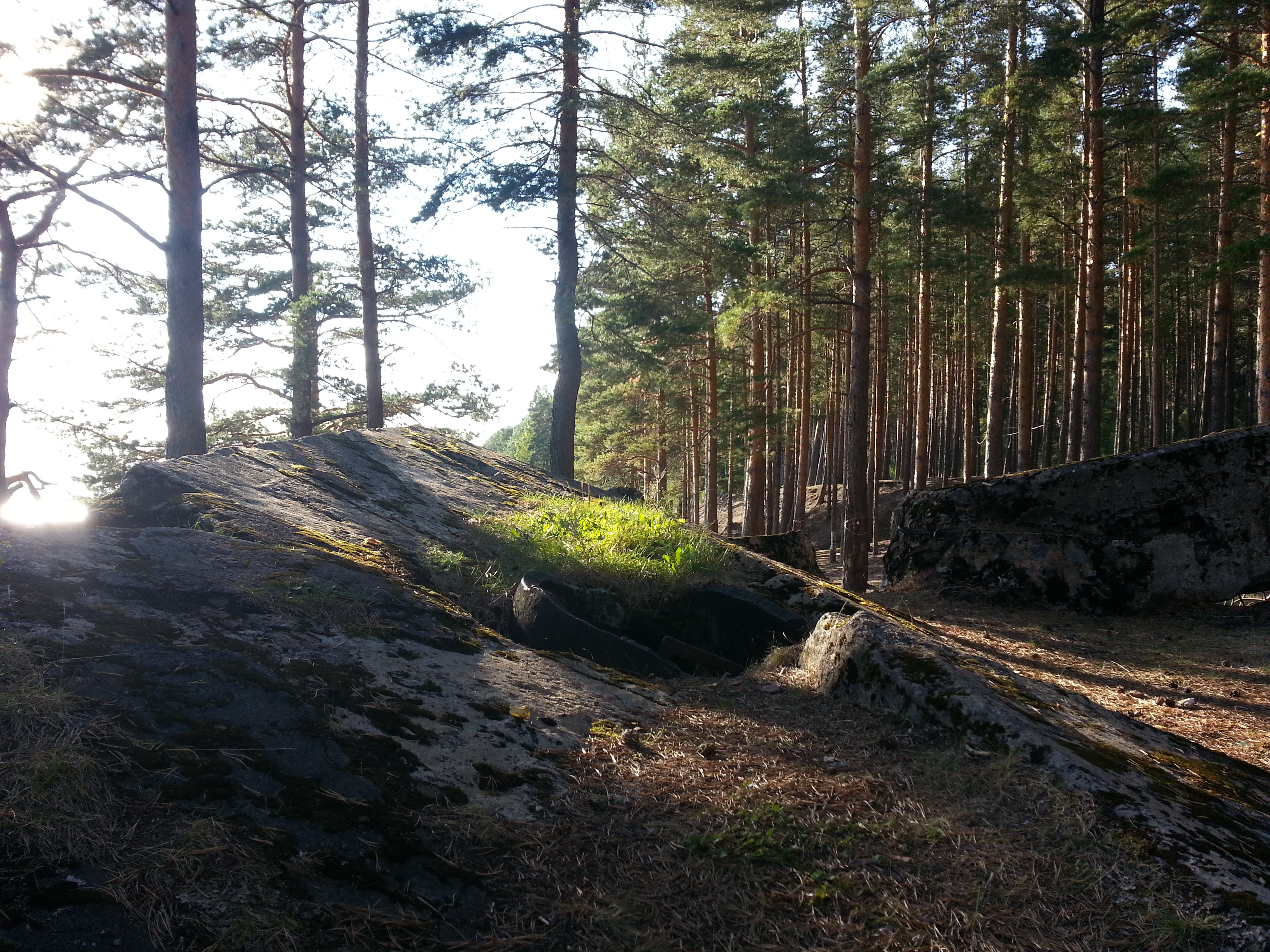
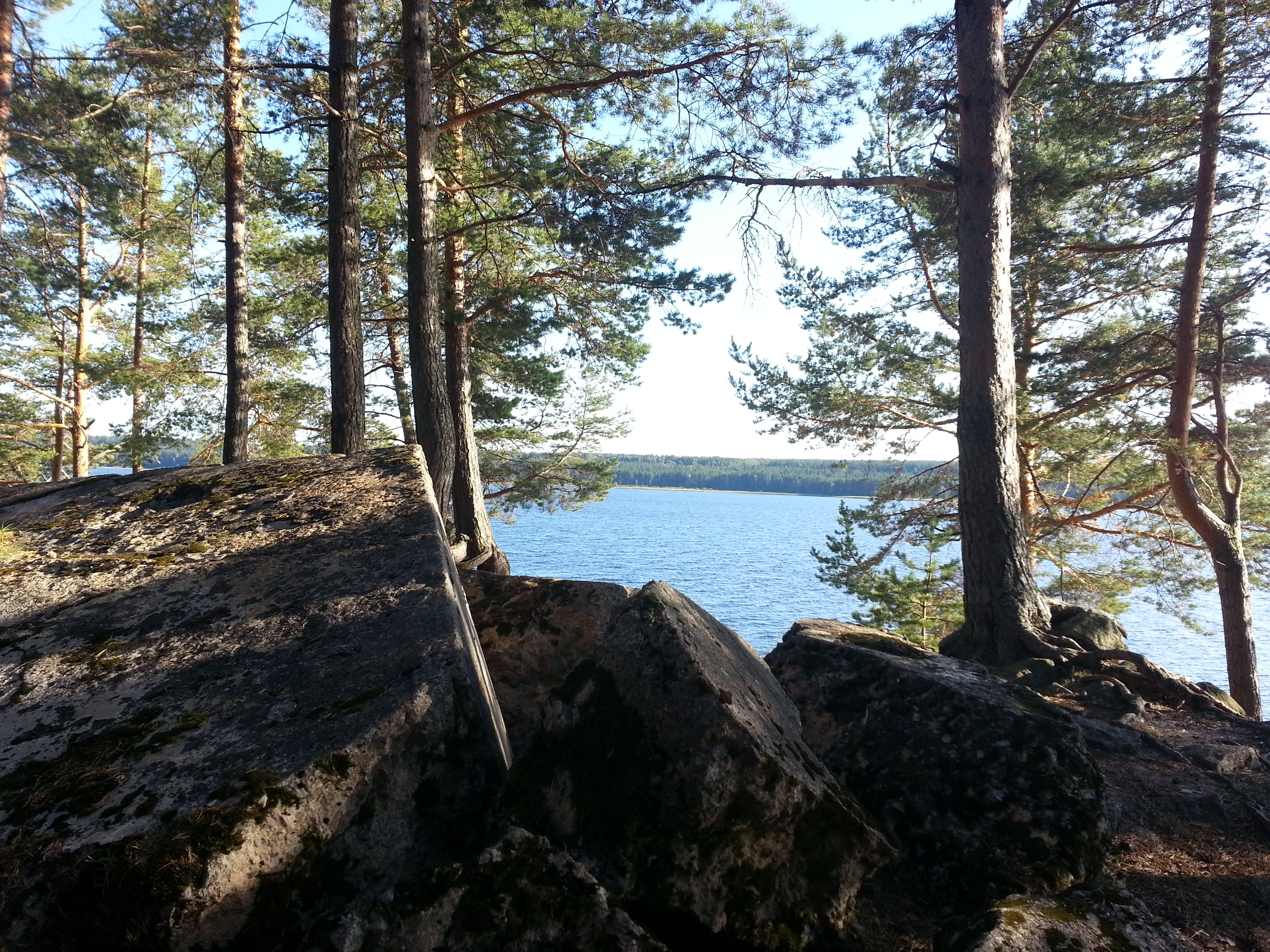
Взорванный узел обороны "Sa" (Sakkola) на мысу Kurviniemi около посёлка Новинка (Громово-Нижнее)